# Enterochromaffine-achtige cel

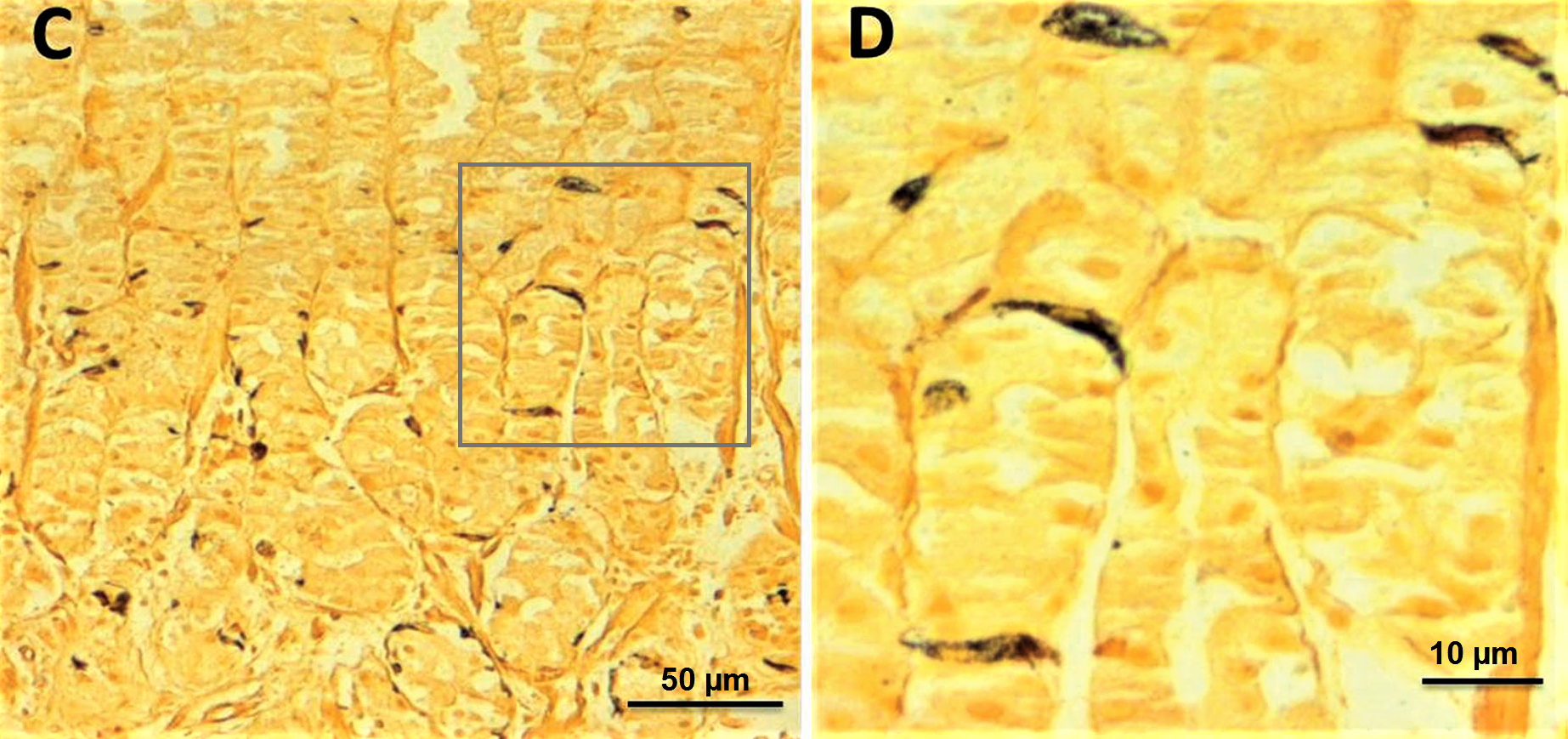
C: beeld bij gemiddelde vergroting: fundus maagslijmvlies. D: hogere vergroting met de enterochromaffine-achtige cellen in donkerbruin. Grimelius zilverkleuring

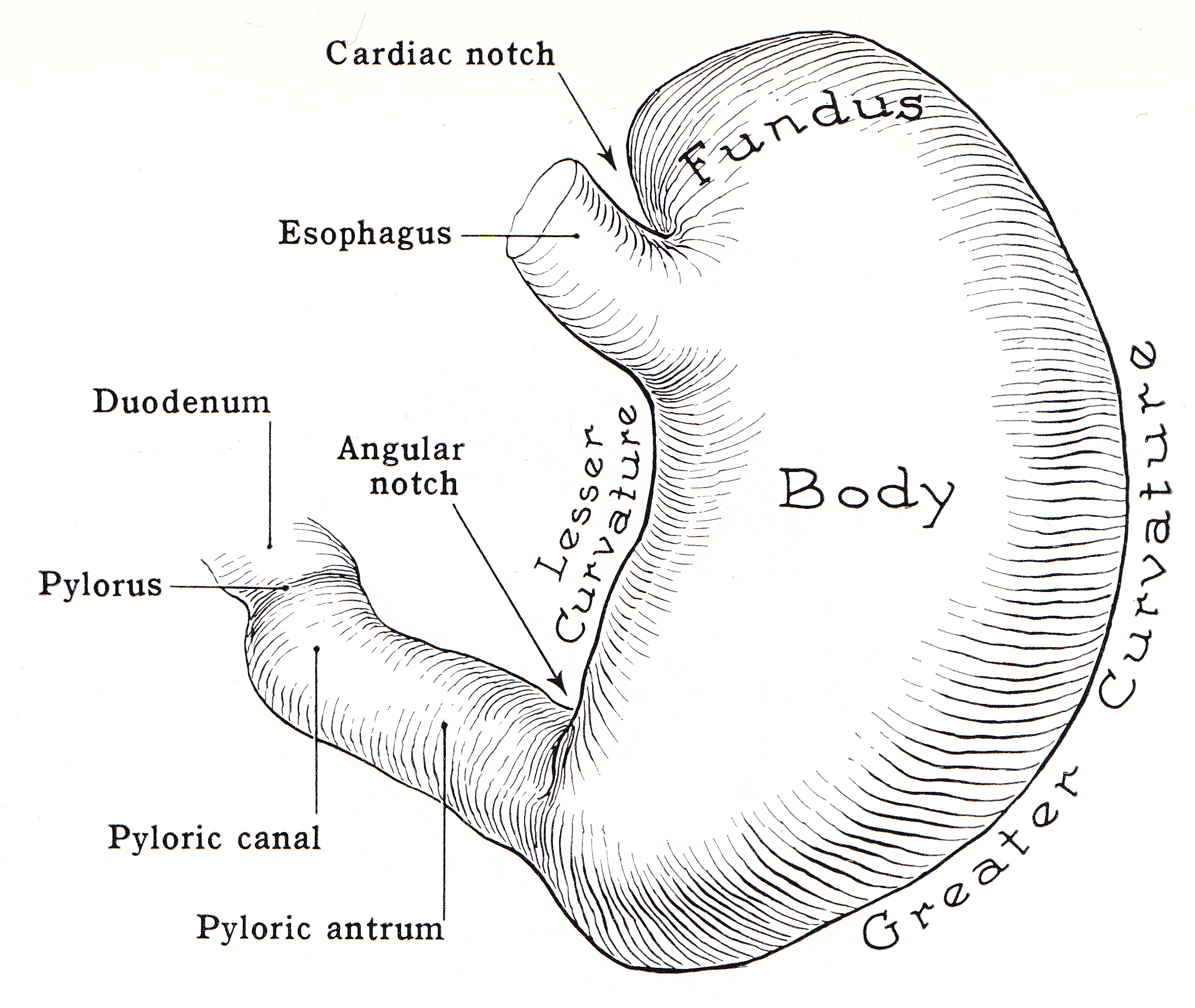
Maag

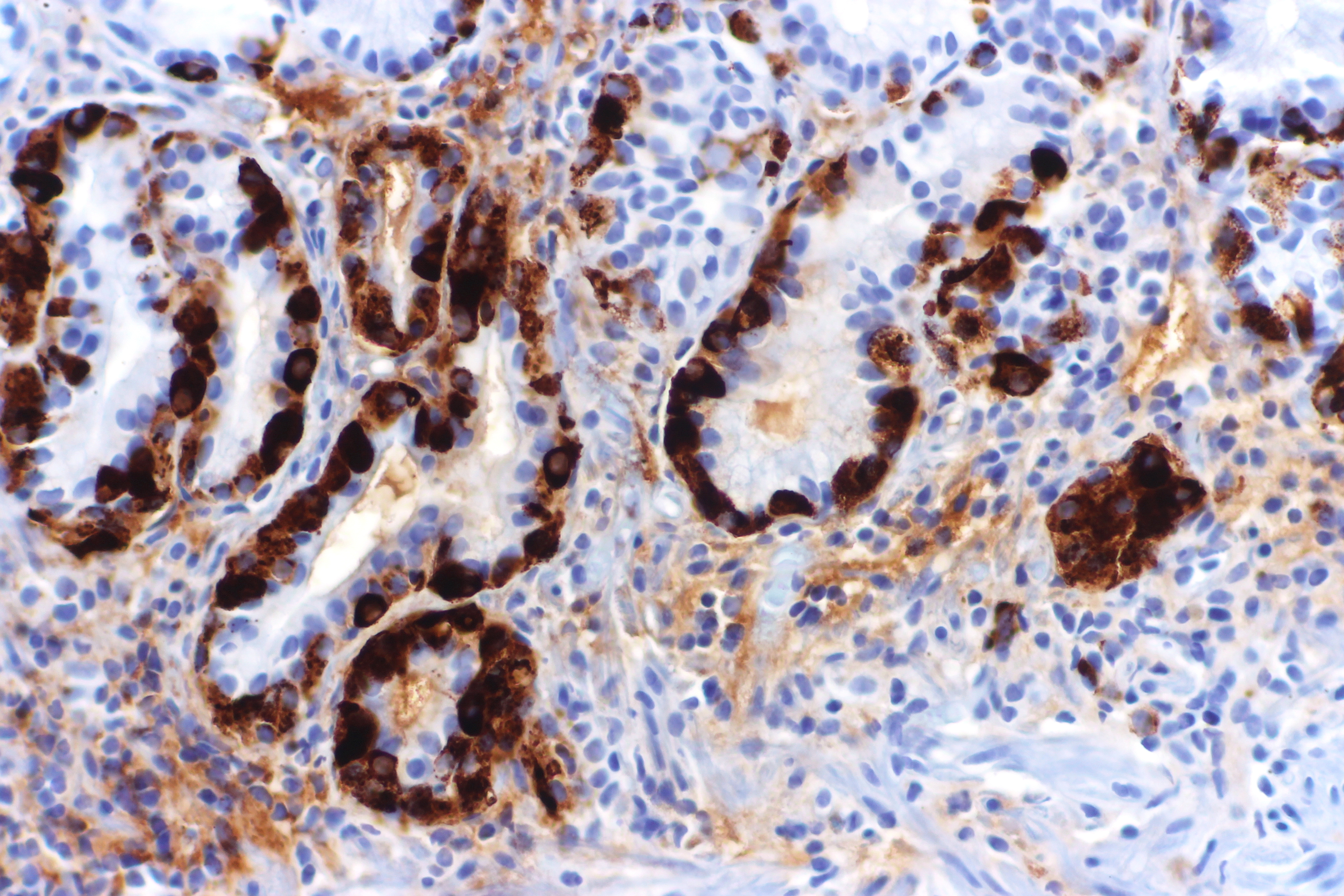
Gastritis type A (chromogranine-immunokleuring) met lineaire en nodulaire hyperplasie van enterochromaffine-achtige cellen. De ongeremde gastrinesecretie resulteert in hyperplasie van ECL-cellen (≥ 5 ECL-cellen naast elkaar).

Omzetting van histidine in histamine door het enzym histidinedecarboxylase

Enterochromaffine-achtige cellen of ECL-cellen zijn een type neuro-endocriene cellen dat zich in de maagklieren van het maagslijmvlies onder het epitheel bevindt, met name in de buurt van de pariëtale cellen, en dat bijdraagt aan de productie van maagzuur door het opslaan en de afgifte van histamine. De vorming van histidine vindt plaats onder de stimulerende werking van het hormoon gastrine. De histamine wordt opgeslagen in secretoire granulen (korrels) en vesikels en wordt afgegeven wanneer de cellen door gastrine worden geactiveerd. De naam van deze cellen ("enterochromaffine-achtig") is afgeleid van hun enterische locatie en hun affiniteit voor chroom- en zilverhoudende kleurstoffen. Enterochromaffine-achtige cellen bevinden zich in de maagklieren in de fundus (bovenste gedeelte) van de maag. Ze worden ook beschouwd als een type enteroendocriene cellen.

## Lichtmicroscopisch beeld
Enterochromaffine-achtige cellen waren moeilijk te herkennen met lichtmicroscopie. Ze bevinden zich onder de fundusklieren, zijn gering in aantal en kleuren zwak en gedeeltelijk bij routinematige H&E-kleuring..
Ze zijn klein, met een diameter van 8-10 µm, onregelmatig van vorm en met talrijke, opvallende cytoplasmatische uitsteeksels. Ze vertonen een grote excentrische celkern die donker kleurt, gelegen in een helder cytoplasma, weinig eosinofiel vanwege de aanwezigheid van talrijke doorschijnende blaasjes van variabele vormen met een donker centrum.
Om deze cellen met de lichtmicroscoop te kunnen identificeren, moesten speciale kleurstoffen worden ontwikkeld. Onderzoekers ontdekten dat enterochromaffine-achtige cellen argyrofiel of argentofiel (gemakkelijk te kleuren met zilverzouten) zijn, wat betekent dat ze een reductiemiddel nodig hebben om zilverionen in hun binnenste neer te slaan.[6] Voorbeelden van deze argyrofiele kleuringen zijn: Grimelius, Chirukian-Schenk en Sevier-Munger.

## Elektronenmicroscopisch beeld
Enterochromaffine-achtige cellen worden het best gedefinieerd door hun karakteristieke ultrastructuur, waardoor ze van alle andere endocriene celtypen van het maagslijmvlies kunnen worden onderscheiden. Ze vertonen een ultrastructuur met talrijke grote secretoire vesikels, weinig elektronendichte granulen (korrels) en kleine, heldere microvesikels.
Secretievesikels zijn grote, elektronendoorlatende, door een membraan omgeven organellen, die soms een kleine, excentrisch gelegen, donker gebied hebben. Ze hebben een diameter van 125-500 nm. De granulen zijn omgeven door een membraan, vertonen een elektronendichte kern en een dunne, heldere halo tussen het membraan en het donkere centrum. Ze hebben een kleine diameter tussen 25-200 nm. De heldere microvesikels zijn elektrodoorlatend, zonder donker centrum, met een diameter van 25-125 nm.

## Immunohistochemie
Enterochromaffine-achtige cellen kunnen worden aangetoond door middel van immunocytochemie, omdat ze histamine en het histaminevormende enzym genaamd histidine decarboxylase (HCD) (EC 4.1.1.22) bevatten en beide chemisch kunnen worden gedetecteerd door middel van specifieke labeling.

## Functie
Enterochromaffine-achtige cellen synthetiseren en scheiden histamine af. Deze cellen worden gestimuleerd door de hormonen gastrine en hypofyse-adenylylcyclase-activerend peptide. G-cellen worden gestimuleerd door nervus vagusstimulatie door de neurotransmitter gastrine-releasing peptide; dit zorgt ervoor dat de G-cellen gastrine afscheiden, wat op zijn beurt enterochromaffine-achtige cellen stimuleert om histamine af te scheiden.
Enterochromaffine-achtige cellen worden echter direct geactiveerd door acetylcholine (ACh) op M1-receptoren (muscarinic acetylcholine receptor M1) vanuit directe vagale stimulering, wat leidt tot histamineafgifte. Deze route wordt geremd door atropine.
Gastrine wordt via het bloed getransporteerd van een specifiek type G-cel in het maag-epitheel naar de enterochromaffine-achtige cellen. Histamine en gastrine werken synergetisch als de belangrijkste stimulatoren van de zoutzuursecretie door pariëtale cellen en stimulatoren van de secretie van pepsinogeen door maaghoofdcellen. De belangrijkste remmer van de enterochromaffine-achtige cel is somatostatine uit D-cellen in de fundus (bovenste del van de maag).
Enterochromaffine-achtige cellen produceren ook pancreastatine (Chromogranin-A) en waarschijnlijk andere peptidehormonen en groeifactoren.

## Geschiedenis
Enterochromaffine-achtige cellen werden halverwege de jaren 1870 waargenomen. Enterochromaffine-achtige cellen behoren tot de groep enteroendocriene cellen (EEC's). De EEC-groepnomenclatuur werd in 1969 in Wiesbaden aangenomen en is gebaseerd op hun elektronenmicroscopische verschijning. In 1971 ontdekten Capella en Hakanson de rol van enterochromaffine-achtige cellen als histamineproducenten bij zoogdieren.

## Klinische betekenis
Een langdurige stimulatie van enterochromaffine-achtige cellen veroorzaakt hyperplasie. Men dacht ooit dat tumoren van enterochromaffine-achtige cel-oorsprong ontstaan na een langdurige remming van de maagzuursecretie, maar er zijn geen gegevens die deze conclusie ondersteunen en men denkt niet dat protonpompremmers bijdragen aan maagkanker.